# Mazama tienhoveni
Mazama tienhoveni є можливим видом оленя з південно-центральної частини Амазонки поблизу річки Аріпуана в Бразилії.
Забарвлення характеризується загальним світло-коричневим, що переходить у майже білий з боків і черева, на відміну від спинних частин M. americana, які мають насичений червонувато-коричневий колір, що переходить у нижній частині до більш іржавого кольору, а також від M. nemorivaga, які мають тьмяний або блідо-жовтий або сірувато-коричневий або каштаново-коричневий колір, що переходять у черевний жовтуватий або білуватий.